# Vol West Caribbean Airways 708
Le vol West Caribbean Airways 708 (code : YH 708) était un vol charter affrété par l'agence de voyages martiniquaise Globe Trotters de Rivière-Salée, assuré par un McDonnell Douglas MD-82 de la compagnie aérienne colombienne West Caribbean Airways. Après avoir décollé de l'aéroport international de Tocumen (PTY), à Panama le 15 août 2005, il était en route pour Fort-de-France quand il s'est écrasé dans un champ près de Machiques, dans l'ouest du Venezuela, aux premières heures du mardi 16 août 2005. 
Les 160 personnes à bord - 152 passagers martiniquais, qui rentraient d'une semaine de vacances au Panama, et huit membres d'équipage colombiens - ont tous été tués dans le crash. Cette catastrophe aérienne, qui est la plus meurtrière survenue au Venezuela, fait partie de la « série noire » de l'été 2005, au cours duquel un autre accident aérien majeur, celui du vol Helios Airways 522, s'était produit en Grèce, le 14 août.

## Avion et équipage
L'avion concerné était un McDonnell Douglas MD-82, enregistré sous le numéro HK-4374X. Il est sorti d'usine en 1986 et son premier propriétaire a été Continental Airlines, avec comme immatriculation N72824. Après les attentats du 11 septembre 2001, à la suite de la crise traversée par le transport aérien, il a été parqué dans le désert de l'Arizona, comme de nombreux appareils de plusieurs compagnies aériennes américaines. Il a été remis en état et modernisé fin 2004. La compagnie West Caribbean Airways en a pris possession le 10 janvier 2005. En juillet 2005, il subit une immobilisation d'une semaine pour réparer le cône de queue, qui s'était détaché lors d'un précédent atterrissage.
Le commandant de bord du vol 708 était Omar Ospina (40 ans) et le copilote était David Muñoz (21 ans). Le commandant de bord avait 5 942 heures de vol à son actif, dont 1 128 heures sur MD-82, tandis que le copilote totalise 1 341 heures de vol, dont seulement 862 heures sur MD-82.

## Accident
Le vol 708 a décollé de l'aéroport international de Tocumen à 00h58, heure locale (05h58 UTC). Il a grimpé initialement jusqu'au niveau de vol FL 310 (31 000 pieds, 9 400 m), puis jusqu'au FL 330. L'avion a ensuite atteint le niveau de vol 330 (33 000 pieds, 10 000 m) à 01h44. 
Cinq minutes plus tard, l'équipage a réactivé les systèmes d'antigivrage de l'avion, après les avoir désactivés lors de la dernière partie de la montée. Ce système utilise l'air de prélèvement des moteurs, ce qui réduit alors la poussée qu'ils peuvent produire. Avec le système d'antigivrage activé, l'altitude la plus élevée à laquelle l'avion pouvait maintenir un vol en palier était de 31 900 pieds (9 700 m). L'avion volait donc trop haut par rapport à son poids et aux conditions givrantes auxquelles il était confronté.
Le commandant de bord a remarqué la réduction de la puissance du moteur, mais il n'a pas réalisé l'origine du problème, il a donc entamé une descente rapide par mesure de précaution. À ce moment-là, la vitesse de l'appareil était déjà proche de la vitesse de décrochage, et le pilote automatique avait déjà compensé cette perte de vitesse avec une assiette à cabrer (angle d'attaque, ou AOA) de 5,8° dans le but de maintenir une altitude constante. 
West Caribbean Airways, comme toutes les autres compagnies utilisant le MD-82, avait reçu un bulletin d'exploitation du constructeur de l'avion trois ans plus tôt, avertissant que le pilote automatique pourrait tenter de compenser une vitesse insuffisante, permettant même à la vitesse de continuer à baisser jusqu'à atteindre la vitesse de décrochage, sans envoyer d'avertissement ou se désactiver ; le bulletin conseillait aux pilotes de simplement surveiller la vitesse pendant le vol en palier lorsque le pilote automatique est actif, mais West Caribbean n'avait pas partagé ce bulletin avec ses pilotes. 
Déjà proche du point de décrochage, le MD-82 a été frappé par des turbulences soudaines, réduisant le flux d'air dans les entrées des moteurs, ce qui a réduit encore davantage la poussée. Le flux d’air s'écoulant au-dessus des ailes de l’avion s’est alors retrouvé perturbé, réduisant encore la portance des ailes, et entrainant la décrochage aérodynamique de l'appareil, phénomène rare en vol de croisière. 
Bien que l'enregistreur phonique (CVR) ait capté le copilote diagnostiquant correctement la situation comme étant un décrochage, puis tenter à deux reprises de le communiquer au commandant de bord, celui-ci était probablement déconcerté par le comportement inhabituel des moteurs, dû au système d'antigivrage et probablement aux perturbations du débit d'air causées par les turbulences. Le commandant de bord pensait qu'il était aux prises avec une extinction des deux moteurs, qu'il a demandé au copilote de communiquer au contrôleur au sol, et n'a pas reconnu la situation de décrochage ; il a ensuite mal géré le décrochage en augmentant l'assiette à cabrer jusqu'à atteindre un angle d'attaque de 10,6°, ce qui a aggravé la baisse du débit d'air entrant dans les moteurs et a encore empiré le décrochage. 

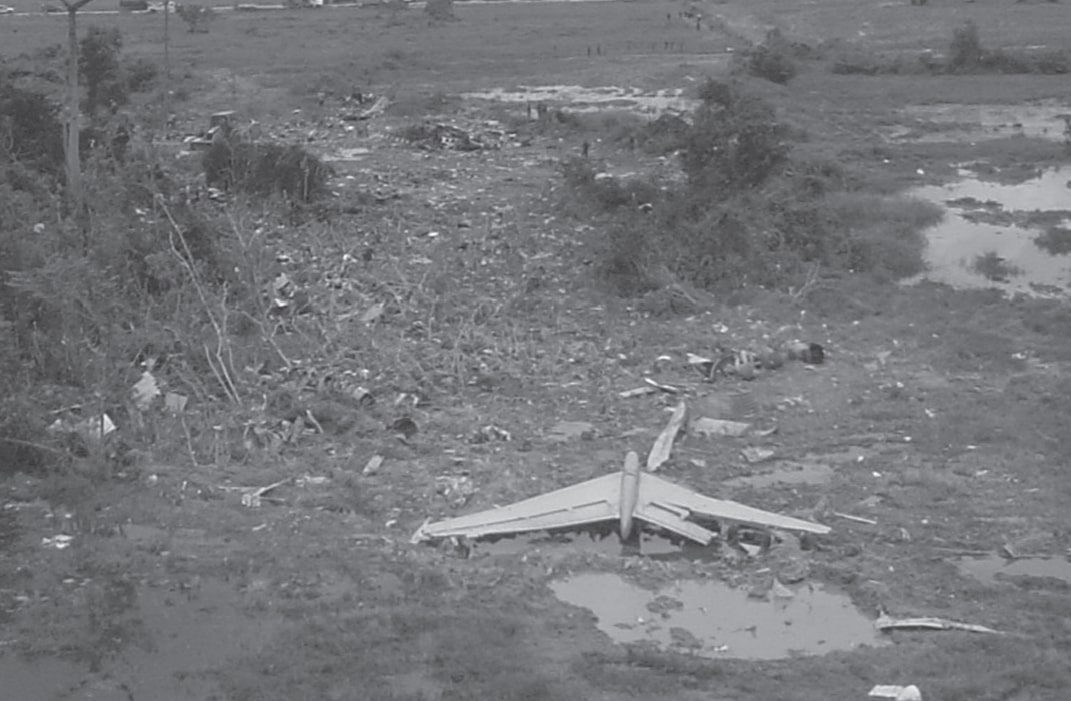
Vue aérienne du site du crash du vol 708.

En moins de trois minutes, le MD-82 a plongé de plus de 33 000 pieds (10 000 m), atteignant un taux de descente maximum de plus de 18 000 pieds par minute (91 m/s), avant de s'écraser la queue en premier et exploser à l'impact, à 07h01 UTC. Le site du crash se trouve dans un champ, situé dans un ranch près de Machiques, dans l'ouest de l'État de Zulia, au Venezuela, à environ 30 km de la frontière colombienne. On ne compte aucun survivant parmi les 160 passagers et membres d'équipages présents à bord.

## Chronologie
Les heures sont en UTC (- 5 h en heure locale, - 4h pour le Venezuela et la Martinique)
- 06:00 : décollage de Panama City et ascension à l'altitude de croisière de 31 000 pieds. L'avion met 4 minutes de plus que prévu pour atteindre cette altitude, sans doute du fait d'une surcharge. Peu après, le commandant demande au contrôle à monter au niveau de vol de 33 000 pieds, probablement pour limiter la consommation de carburant[2]
- 06:51 : appel de détresse ; un réacteur signalé comme défaillant
- 06:58 : L'équipage est autorisé par le centre de contrôle en route de Maiquetia à descendre de 33 000 pieds à 14 000 pieds. Le pilote automatique est désactivé.
- 06:59 : Dernier contact radio, au moment où le pilote signale une défaillance des deux réacteurs, précisant que l'avion est incontrôlable.
- 07h01 : L'appareil s'écrase près de Machiques, au Venezuela.

## Secours
Un aspect particulier de cette catastrophe est le dispositif de prise en charge médico-psychologique des familles des passagers, déployé à l'aéroport du Lamentin en Martinique par le Samu de Fort-de-France, alors que le crash n'avait pas encore été rendu public.
À 7h30 (UTC-4h) le Samu de Fort de France est avisé de l'inquiétude manifestée par les centaines de proches des passagers les attendant à l'aéroport du Lamentin (Martinique). À 8h30, deux équipes du Samu et deux psychiatres de la CUMP de Martinique sont sur place. En fin de matinée, le dispositif d'accueil médico psychologique comprend quatre médecins Samu, une quarantaine de psychologues et psychiatres de la CUMP de Martinique, trois médecins pompiers et quelques secouristes, répartis dans cinq unités de consultation et un poste médical avancé ; près de 200 consultations seront enregistrées. Également, dès le début des opérations de secours, le Samu a détaché un médecin légiste du CHU de Fort de France pour aider à la mise en place d'une cellule d'identification ante mortem des victimes et a commencé les premiers recueils.
Sous la pression du président du conseil régional de la Martinique Alfred Marie-Jeanne et malgré la réprobation de l'autorité préfectorale, le député Philippe Edmond-Mariette a annoncé le nom des victimes une à une aux familles se trouvant à l'aéroport en présence des médias.
Ce dispositif sera renouvelé le lendemain pour encadrer une cérémonie religieuse dans l'aérogare, puis, sous forme allégée, le 20 août pour accompagner 300 proches des victimes lors d'un voyage de recueillement à Maracaibo (Venezuela).

## Enquête et cause de l'accident
La Junta Investigadora de Accidentes de Aviación Civil (JIAAC) du Venezuela a mené l'enquête sur les causes de l'accident du vol 708, avec l'assistance du Bureau d'enquêtes et d'analyses pour la sécurité de l'aviation civile (BEA) français et du Conseil national de la sécurité des transports (NTSB) américain. Le BEA s'est vu confier la responsabilité principale de l'analyse de l'enregistreur de paramètres (FDR) et de l'enregistreur phonique (CVR), tandis que le NTSB participe également à la récupération des données du FDR. 

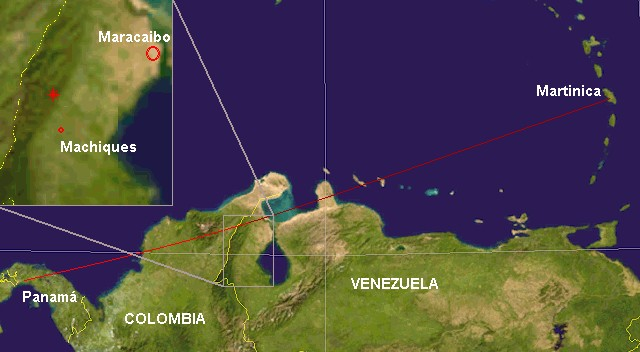
Carte montrant la trajectoire de l'appareil et le site du crash.

Le 22 novembre 2005, le JIAAC a publié un premier rapport (considérablement modifié au moment du rapport final), suggérant qu'un givrage des bords d'attaque des ailes (provoquant une perturbation du flux d’air, donc une perte de la portance) et des entrées d'air des moteurs (provoquant une diminution de la puissance des moteurs) était en partie responsable de l'accident. L'analyse du CVR a également montré que l'équipage discutait régulièrement des conditions météorologiques, y compris du risque de givrage, et demandait et effectuait continuellement des descentes à une altitude inférieure, ce qui est la réponse habituelle à effectuer dans en cas d'une perte de puissance des moteurs ou d'une diminution de la vitesse.
L'analyse des débris a démontré que les deux moteurs tournaient à vitesse normale au moment du crash, ce qui a permis aux enquêteurs de conclure que les moteurs n'avaient pas été endommagés auparavant et fonctionnaient parfaitement au moment de l'impact, alors que l'équipage pensait avoir affaire à une panne des deux moteurs. Les traces laissés par l'impact au sol ont montré que l'avion s'est écrasé la queue en premier, avec une incidence excessive.
Le JIAAC a publié son rapport final sur l'accident du vol 708, et a conclu que les causes sous-jacentes probables du crash étaient le résultat d'erreurs de pilotage. Soulignant la conclusion citant l'erreur du pilote comme cause principale, le JIAAC a également noté un manque à la fois de connaissance de la situation et de gestion des ressources de l'équipage (CRM), qui auraient mieux permis à l'équipage de réagir correctement au décrochage et à la gravité de la situation. Le rapport souligne également que l'équipage n'a pas réussi à faire fonctionner l'avion selon ses paramètres normaux. Cela a empêché l'équipage de se remettre du décrochage en raison d'une mauvaise prise de décision et d'une mauvaise communication entre les pilotes. 
En outre, West Caribbean Airways a fait l'objet de nombreuses critiques : la compagnie n'a pas fourni à ses pilotes le bulletin d'exploitation de Boeing, traitant spécifiquement du problème lié au pilote automatique ; n'a pas mis l'accent sur la gestion des ressources de l'équipage dans la formation de ses équipages ; créé du stress chez ses pilotes en ne leur fournissant pas de paiements réguliers pendant une période de près de six mois précédant l'accident ; et a encore créé du stress pour l'équipage du vol 708, lorsque l'avion a été retardé et a presque dû annuler le décollage lors de son escale précédente, en raison du non-paiement des frais et du service de restauration.
La jeunesse et le manque d'expérience du copilote, induisant un fort « gradient d'autorité » dans le cockpit, explique sans doute pourquoi il a suivi les directives du commandant sans les remettre en question, ni prendre d'initiative. Les difficultés financières de la compagnie aérienne ont également pesé sur les choix de l'équipage, afin de monter à une altitude permettant de réduire la consommation de carburant. Ces deux éléments ont probablement été des facteurs aggravants lors de cet accident.

## Conséquences
À la suite de l'accident du vol 708, West Caribbean Airways a été immobilisée par la CAEAC juste un jour après l'accident. La compagnie aérienne a ensuite fait faillite en octobre 2005.

### Filmographie
- 2010  [vidéo] « Panamá-Fort-de-France : autopsie d'un crash », Stéphane Gabet et Luc David (réalisateurs), 2010, Galaxie Presse, France Télévisions
- 2011 L'accident a fait l'objet d'un épisode dans la série télé Air Crash nommé « Hautes turbulences » (saison 11 - épisode 2).
- 2015 documentaire West Caribbean : mensonges et vérité de Christian FORET (AVCA/ Martinique 1e) long métrage 90 min
- 2017 : Passagers de Nènèb et Christophe Agelan, un court-métrage fiction[5],[6]

### Musique
- On n'oublie pas, (Hommage aux 152 victimes martiniquaises du crash du 16 août 2005), 2014, écrit par Serge Bilé, chanté par plusieurs artistes et personnalités dont Jocelyne Beroard, Alpha Blondy, Tanya Saint-Val, Harry Roselmack, Admiral T, Jean-Marie Ragald, Chris Combette afin de ne pas oublier cet évènement et d'aider l'AVCA (Association des Victimes de la Catastrophe Aérienne) à récolter des fonds[7]